# John Cougar
| Recensione                        | Giudizio |
| --------------------------------- | -------- |
| AllMusic                          |          |
| The New Rolling Stone Album Guide | [ 4 ]    |
| Dizionario del Pop-Rock           | [ 5 ]    |
| 24.000 dischi                     | [ 6 ]    |

John Cougar è il terzo album discografico in studio del cantante statunitense John Mellencamp (ai tempi conosciuto come John Cougar dopo gli esordi come Johnny Cougar), pubblicato nel luglio del 1979.

## Tracce

### LP
Lato A
Testi e musiche di John "Cougar" Mellencamp.
1. A Little Night Dancin' – 3:43
2. Small Paradise – 3:40
3. Miami – 3:53
4. Great Mid-West – 4:29
5. Do You Think That's Fair – 4:48

Lato B
Testi e musiche di John "Cougar" Mellencamp.
1. I Need a Lover – 5:35
2. Welcome to Chinatown – 3:59
3. Sugar Marie – 4:16
4. Pray for Me – 3:30 (John Cougar Mellencamp, Brian BecVar)
5. Taxi Dancer – 4:58

### CD
Edizione CD del 2005, pubblicato dalla Mercury Records (B0004190-02)
Testi e musiche di John "Cougar" Mellencamp.
1. A Little Night Dancin' – 3:43
2. Small Paradise – 3:40
3. Miami – 3:53
4. Great Mid-West – 4:29
5. Do You Think That's Fair – 4:48
6. I Need a Lover – 5:35
7. Welcome to Chinatown – 3:59
8. Sugar Marie – 4:16
9. Pray for Me – 3:30 (John Cougar Mellencamp, Brian BecVar)
10. Taxi Dancer – 5:02
11. Take Home Pay – 3:07 – Traccia bonus

## Musicisti
- John Cougar - voce, accompagnamento vocale-cori (non accreditato)

The Zone
- Larry Crane - chitarre, accompagnamento vocale-cori
- Mike Chief Wanchic - chitarre, accompagnamento vocale-cori
- Robert Ferd Frank - basso
- Tom Knowles - batteria

Ospiti
- Brian BecVar
- Joe Lala
- Paul Harris
- Blue Weaver
- Mike Lewis
- RCR
- Kitty
- Jimmy Horowitz
- John Stith

Note aggiuntive
- Ron Albert e Howard Albert - produttori (eccetto brano: I Need a Lover)
- John Punter - produttore (solo brano: I Need a Lover)
- Registrazioni effettuate nel 1979 al Criteria Studios di Miami, Florida (eccetto brano: I Need a Lover)
- Don Gehman (aiutato da Sam) - ingegnere delle registrazioni
- Brano I Need a Lover, registrato al Air Studios di Londra (Inghilterra)
- Norman Seeff - foto copertina e design copertina album originale[7]

## Classifica
Album
| Anno | Classifica    | Posizione raggiunta |
| ---- | ------------- | ------------------- |
| 1980 | Billboard 200 | 64                  |

Singoli
| Anno | Titolo del brano | Classifica        | Posizione raggiunta |
| ---- | ---------------- | ----------------- | ------------------- |
| 1979 | I Need a Lover   | Billboard Hot 100 | 28                  |
| 1980 | Small Paradise   | Billboard Hot 100 | 87                  |